# Epicurica
Epicurica is een geslacht van vlinders van de familie sikkelmotten (Oecophoridae), uit de onderfamilie Oecophorinae.

## Soorten
- E. acribes Turner, 1894
- E. ambrosias Meyrick, 1922
- E. bilineata Diakonoff, 1954
- E. callianassa (Meyrick, 1883)
- E. cinnamomea Diakonoff, 1954
- E. epiprepes (Turner, 1894)
- E. erythrodes (Turner, 1917)
- E. hystata Diakonoff, 1954
- E. laetiferana (Walker, 1863)
- E. nebuligera Diakonoff, 1954
- E. notabilis Philpott, 1928
- E. plinthomicta (Meyrick, 1914)